# PGC 2564238
LEDA/PGC 2564238 ist eine Galaxie im Sternbild Drache am Nordsternhimmel. Sie ist schätzungsweise 878 Millionen Lichtjahre von der Milchstraße entfernt. Im selben Himmelsareal befinden sich die Galaxien NGC 6338, NGC 6345, NGC 6346, IC 4649.